# Hatzegopteryx
Hatzegopteryx ("krilo porječja Hațeg") je rod izumrlih pterosaura iz porodice Azhdarchidae, poznat iz nepotpunih ostataka pronađenih u okrugu Hunedoara u Transilvaniji (Rumunjska). Fragmenti lubanje, lijeva ramena kost i ostali fosilizirani ostaci ukazuju na to da je spadao među najveće pterosaure. Kostur Hatzegopteryxa smatra se identičnim poznatim ostacima vrste Quetzalcoatlus northropi. Q. northropi još uvijek nema odgovarajući opis, te ako nije nomen dubium, moguće je da je takson Hatzegopteryx njegov mlađi sinonim.

## Naziv i fosili
Tom su rodu 2002. naziv dali francuski paleontolog Eric Buffetaut i rumunski paleontolozi Dan Grigorescu i Zoltan Csiki. Postoji samo jedna, ujedno i tipična, vrsta: Hatzegopteryx thambema. Naziv roda izveden je od porječja Hatzeg (ili Hațeg) u Transilvaniji, te tzv. otoka Hațeg, gdje su kosti pronađene, i od grč. pteryx - "krilo". Naziv vrste, thambema, izveden je od grčkog za "čudovište", što se odnosi na njegovu veličinu.
Hatzegopteryx potječe iz gornjeg dijela srednje formacije Densus Ciula u Valioari (sjeverozapadno porječje Hatega, Transilvanija, zapadna Rumunjska), koja je nastala tijekom kasnog maastrichtija (kreda), prije oko 66 milijuna godina.
Holotip, FGGUB R 1083A, sastoji se od zadnjeg dijela lubanje i oštećenog proksimalnog dijela lijeve ramene kosti. U blizini je pronađen srednji dio bedrene kosti duljine 38,5 cm, FGGUB R1625, te možda također pripada Hatzegopteryxu. FGGUB R1625 je pripadao jedinci s rasponom krila od pet do šest metara. Kasnije opisani fragmenti pripadali su srednje velikim životinjama.
Dodatni ostaci opisani su 2011. godine: prednji dio gornje čeljusti, mogući dio trećeg prsta, nesrasla skapulokorakoidna kost, lopatica, vratni kralješci i dio ramene kosti.

## Opis

### Lubanja
Hatzegopteryx je imao krupnu lubanju, kod koje je zadnji dio bio širok, te vrlo veliku čeljust. Donja čeljust imala je žlijeb na mjestu spajanja s lubanjom, koji je bio prisutan kod još nekoliko pterosaura, te koji mu je omogućavao da otvori usta vrlo široko. Mnoge fosilizirane kosti Hatzegopteryxa podsjećaju na one kod Quetzalcoatlus sp., s kojim je u bliskom srodstvu, iako je kod Hatzegopteryxa lubanja bila mnogo teže građena, s jasno drugačijim spojem čeljusti, sličnom onom kod Pteranodona. Na osnovu usporedbi s drugim pterosaurima, Nyctosaurusom i Anhanguerom, Buffetaut i kolege su pri prvobitnom opisivanju primjeraka procijenili da je lubanja Hatzegopteryxa vjerojatno imala dužinu od tri metra, što bi je činilo većom nego kod najveće vrste Quetzalcoatlusa, te jednom od najvećih lubanja od svih nemorskih životinja.
Lubanja Hatzegopteryxa također je bila jedinstvena po svojoj teškoj, robusnoj građi. Lubanje većine pterosaura sastojale su se od vrlo lakih pločica i podupirača. Kod Hatzegopteryxa kosti lubanje su zdepaste i krupne, s velikim grebenima kao mjestima spajanja mišića za kosti. Buffetaut i kolege su u svom opisu iz 2002. godine predložili da je, kako bi ta životinja mogla letjeti, težina lubanje morala biti reducirana na neki neuobičajen način; složili su se da je on mogao biti neletač, ali su to ipak smatrali nevjerojatnim zbog sličnosti njegovih kostiju krila s onima kod letećih pterosaura. Autori su teoretizirali da je postizao neophodno smanjenje težine putem unutarnje strukture kostiju lubanje, koje su imale mnogo malih udubina i rupa (alveoli), dužine do 10 mm, koje je razdvajao kalup izuzetno tankih koštanih podupirača (trabeculae), što se može vidjeti i u nekim dijelovima kostiju krila Hatzegopteryxa. Autori su istakli da ta neobična građa, koja se znatno razlikovala od strukture lubanje ostalih pterosaura, podsjeća na strukturu ekspandiranog polistirena, tvari koja se koristi za stvaranje stiropora. Naveli su da je to pružalo snažnu i otpornu građu, ali i malu težinu, što je toj životinji s ogromnom glavom omogućavalo let.

### Veličina
Autori su procijenili veličinu Hatzegopteryxa usporedbom fragmenta ramene kosti duljine 236 mm s istim kod Quetzalcoatlusa, čiji primjerak TMM 41450-3 ima ramenu kost duljine 544 mm. Vidjevši da fragment kod Hatzegopteryxa predstavlja manje od polovine prvobitne kosti, zaključili su da je vrlo vjerojatno bio "malo dulji" nego kod Quetzalcoatlusa. Naveli su da je raspon krila kod zadnjeg 1981. procijenjen na 11 do 12 metara, dok su ranije procjene davale dužinu između 15 i 20 metara. Iz toga su zaključili da je raspon krila od 12 metara kod Hatzegopteryxa bio konzervativan zaključak "ako mu je ramena kost bila malo dulja nego kod Q. northropi". Godine 2003. došli su do konačnog zaključka, s rasponom krila od 12 metara i duljinom lubanje od 2,5 metara. Mark Witton et. a. su 2010. izjavili da je prividno veća ramena kost Hatzegopteryxa u odnosu na primjerak TMM 41450-3 uzrokovan njenim krivljenjem tijekom fosiliziranja, te da Hatzegopteryx vjerojatno nije imao veći raspon krila od Quetzalcoatlusa, koji se danas obično procjenjuje na 10 do 11 metara.